# Tornado de Concepción de 1934
El tornado de Concepción de 1934 fue un fenómeno meteorológico ocurrido el día domingo 27 de mayo de 1934 durante la madrugada en la ciudad de Concepción, Región del Biobío, Chile. Es calificado como F3 en la escala Fujita-Pearson.

## El tornado
Aunque fue descrito como un ciclón, las notas de prensa de la época indicaron que los daños ocurrieron en una franja de unos 20 metros de ancho, consistente con la descripción del paso de un tornado.
El tornado se originó en las cercanías del río Biobío arrasando con el cementerio, el mercado y todas las estructuras en la calle Barros Arana, incluida ésta; cruzó la plaza de la Independencia tumbando árboles (se estima arrancó de cuajo 30 tilos), pérgolas y bancas. Su camino continuó hacia el norte destruyendo todo a su paso para desaparecer en Nonguén.

## Consecuencias
El tornado dejó un saldo de 27 fallecidos y 2 desaparecidos, lo que lo convierte en el tornado registrado más mortífero de Chile; además dejó un total de 599 personas heridas de diversa consideración y 3873 damnificados.